# بهمن (گیاه)
بَهمَن، استپی آفریقایی (نام علمی: Stipa capensis) از انواع گیاهان دارویی است از سرده استپی (سرده) (Stipa) که به نام بهمن سرخ و بهمن سفید نیز خوانده می‌شود. این گیاه دو ساله است و ارتفاع آن ۷۰ سانتیمتر می‌رسد. رنگ برگ‌های آن سبز پریده‌است و گل‌هایش به رنگ‌های سرخ و سفید قابل رویت هستند. طعم این گیاه شیرین است و کرک ندارد. محل رویش آن در کردستان، اشتران کوه، کرمانشاه، همدان، مسجدسلیمان ایذه، گتوند، ری، خراسان و نزدیکی‌های پاسارگاد است.
در کتاب‌های تاریخی آمده‌است که در یکی از جشن‌های ایران باستان بنام جشن بهمنگان یا بهمنجه، رسم بود که در هر خوراکی از گیاه بهمن سرخ و بهمن سفید استفاده می‌کردند. این گیاه دارای خواص دارویی است و در روزگار باستان ایرانیان معتقد بودند که خوردن آن به حافظه بسیار کمک می‌کند.